# 古斯克里克萊克 (密蘇里州)
古斯克里克萊克（英語：Goose Creek Lake）是位於美國密蘇里州聖弗朗索瓦縣及聖熱訥維耶沃縣的普查規定居民點。

## 人口
根據2020年美國人口普查的數據，古斯克里克萊克的面積為11.47平方千米，當中陸地面積為10.25平方千米，而水域面積為1.22平方千米。當地共有人口524人，而人口密度為每平方千米45.68人。